# Championnat de Maurice de football 1982-1983
Navigation
Saison précédente Saison suivante
La saison 1982-1983 de Barclays League est la quarante-et-unième édition de la première division mauricienne. Les huit meilleures équipes du pays s'affrontent en matchs aller et retour au sein d'une poule unique. À la fin du championnat, le dernier du classement est relégué et remplacé par la meilleure équipe de deuxième division. 
C'est le club de Fire Brigade SC qui a été sacré champion de Maurice pour la cinquième fois de son histoire. Le club termine en tête du classement final du championnat, avec sept points d'avance sur Hindu Cadets et onze sur le tenant du titre Police Club (Port-Louis).

## Les équipes participantes
| - Cadets United - Cassis SC - Fire Brigade SC - Fuel Youth | - Hindu Cadets - Police - Racing - Scout Club |

## Classement
Le classement est établi sur le barème de points classique (victoire à ? points, match nul à ?, défaite à ?).
| Rang | Équipe              | Pts | J  | G | N | P | Bp | Bc | Diff |
| ---- | ------------------- | --- | -- | - | - | - | -- | -- | ---- |
| 1    | Fire Brigade SC (C) | 23  | 14 |   |   |   |    |    |      |
| 2    | Hindu Cadets        | 17  | 14 |   |   |   |    |    |      |
| 3    | Scout Club          | 14  | 14 |   |   |   |    |    |      |
| 4    | Racing              | 13  | 14 |   |   |   |    |    |      |
| 5    | Police (T)          | 12  | 14 |   |   |   |    |    |      |
| 6    | Cadets United       | 12  | 14 |   |   |   |    |    |      |
| 7    | Fuel Youth          | 10  | 14 |   |   |   |    |    |      |
| 8    | Cassis SC           | 5   | 14 |   |   |   |    |    |      |

| Légende : Qualifications et relégations | Légende : Qualifications et relégations                                                       |
| --------------------------------------- | --------------------------------------------------------------------------------------------- |
|                                         | Club champion de Maurice                                                                      |
|                                         | Club relégué en D2                                                                            |
|                                         | (T) : Tenant du titre (P) : Promu de deuxième division (C) : Vainqueur de la Coupe de Maurice |

## Bilan de la saison
| Championnat de Maurice de football 1982-1983 |                            |
| Champion                                     | Fire Brigade SC (5e titre) |
| Coupes et trophées                           |                            |
| Vainqueur de la Coupe de Maurice 1982-1983   | Fire Brigade SC            |
| Qualifications continentales                 |                            |
| Promotions et relégations                    |                            |
| Promus en Barclays League                    | ?                          |
| Relégués en First League                     | Cassis SC                  |